# Giro di Germania 2005
Il Giro di Germania 2005, ventinovesima edizione della corsa, valevole come ventunesima prova del circuito UCI ProTour, si svolse in nove tappe dal 15 al 23 agosto 2005 per un percorso di 1 529,7 Km, con partenza da Altenburg e arrivo a Bonn. Fu vinto dallo statunitense Levi Leipheimer della squadra Gerolsteiner, che terminò la competizione in 37h 24' 35". Nell'ottobre del 2012 l'UCI, accogliendo i provvedimenti adottati dalla USADA, gli revocò la vittoria per uso di sostanze dopanti, lasciando la competizione senza un vincitore.

## Tappe
| Tappa  | Data      | Percorso                                    | km      | Vincitore di tappa | Leader cl. generale |
| ------ | --------- | ------------------------------------------- | ------- | ------------------ | ------------------- |
| 1ª     | 15 agosto | Altenburg > Plauen                          | 170     | Bram Tankink       | Bram Tankink        |
| 2ª     | 16 agosto | Pegnitz > Bodenmais                         | 180     | Filippo Pozzato    | Bram Tankink        |
| 3ª     | 17 agosto | Bodenmais > Kufstein (AUT)                  | 232     | Daniele Bennati    | Bram Tankink        |
| 4ª     | 18 agosto | Kufstein (AUT) > Sölden (AUT)               | 175     | Levi Leipheimer    | Levi Leipheimer     |
| 5ª     | 19 agosto | Sölden (AUT) > Friedrichshafen              | 215     | Daniele Bennati    | Levi Leipheimer     |
| 6ª     | 20 agosto | Friedrichshafen > Singen                    | 175     | Maksim Iglinskij   | Levi Leipheimer     |
| 7ª     | 21 agosto | Singen > Feldberg                           | 173     | Cadel Evans        | Levi Leipheimer     |
| 8ª     | 22 agosto | Ludwigshafen > Weinheim (cron. individuale) | 30      | Jan Ullrich        | Levi Leipheimer     |
| 9ª     | 23 agosto | Bad Kreuznach > Bonn                        | 170     | Daniele Bennati    | Levi Leipheimer     |
| Totale | Totale    | Totale                                      | 1 529,7 |                    |                     |

## Squadre partecipanti
Presero parte alla prova le venti squadre con licenza UCI ProTeam. L'unico ammesso tramite l'assegnazione di wild-card fu il Team Wiesenhof.
| N.      | Cod. | Squadra                        |
| ------- | ---- | ------------------------------ |
| 1-8     | QSI  | Quick Step-Innergetic          |
| 11-18   | CSC  | Team CSC                       |
| 21-28   | LSW  | Liberty Seguros-Würth          |
| 31-38   | TMO  | T-Mobile Team                  |
| 41-48   | PHO  | Phonak Hearing Systems         |
| 51-58   | DVL  | Davitamon-Lotto                |
| 61-68   | RAB  | Rabobank                       |
| 71-78   | FAS  | Fassa Bortolo                  |
| 81-88   | IBA  | Illes Balears-Caisse d'Epargne |
| 91-98   | LAM  | Lampre-Caffita                 |
| 101-108 | DSC  | Discovery Channel Team         |

| N.      | Cod. | Squadra                          |
| ------- | ---- | -------------------------------- |
| 111-118 | COF  | Cofidis, le Crédit par Téléphone |
| 121-128 | GST  | Gerolsteiner                     |
| 131-138 | BTL  | Bouygues Télécom                 |
| 141-148 | EUS  | Euskaltel-Euskadi                |
| 151-158 | FDJ  | Française des Jeux               |
| 161-168 | LIQ  | Liquigas-Bianchi                 |
| 171-178 | C.A  | Crédit Agricole                  |
| 181-188 | SDM  | Domina Vacanze                   |
| 191-198 | SDV  | Saunier Duval-Prodir             |
| 201-208 | WIE  | Team Wiesenhof                   |

## Dettagli delle tappe

### 1ª tappa
- 15 agosto: Altenburg > Plauen – 170 km

Risultati
| Pos. | Corridore      | Squadra       | Tempo    |
| ---- | -------------- | ------------- | -------- |
| 1    | Bram Tankink   | Quick Step    | 4h00'25" |
| 2    | Juan José Cobo | Saunier Duval | a 48"    |
| 3    | Bernhard Eisel | F. des Jeux   | a 51"    |

| Pos. | Corridore      | Squadra       | Tempo    |
| ---- | -------------- | ------------- | -------- |
| 1    | Bram Tankink   | Quick Step    | 4h00'13" |
| 2    | Juan José Cobo | Saunier Duval | a 50"    |
| 3    | Bernhard Eisel | F. des Jeux   | a 53"    |

### 2ª tappa
- 16 agosto: Pegnitz > Bodenmais - 180 km

Risultati
| Pos. | Corridore       | Squadra      | Tempo    |
| ---- | --------------- | ------------ | -------- |
| 1    | Filippo Pozzato | Quick Step   | 4h49'40" |
| 2    | Jörg Jaksche    | Liberty Seg. | s.t.     |
| 3    | Mauricio Ardila | Davitamon    | s.t.     |

| Pos. | Corridore       | Squadra      | Tempo    |
| ---- | --------------- | ------------ | -------- |
| 1    | Bram Tankink    | Quick Step   | 8h52'49" |
| 2    | Filippo Pozzato | Quick Step   | a 13"    |
| 3    | Jörg Jaksche    | Liberty Seg. | a 17"    |

### 3ª tappa
- 17 agosto: Bodenmais > Kufstein (Austria) - 232 km

Risultati
| Pos. | Corridore         | Squadra    | Tempo    |
| ---- | ----------------- | ---------- | -------- |
| 1    | Daniele Bennati   | Lampre     | 5h12'04" |
| 2    | Filippo Pozzato   | Quick Step | s.t.     |
| 3    | Sebastian Siedler | Wiesenhof  | s.t.     |

| Pos. | Corridore       | Squadra      | Tempo     |
| ---- | --------------- | ------------ | --------- |
| 1    | Bram Tankink    | Quick Step   | 14h04'53" |
| 2    | Filippo Pozzato | Quick Step   | a 7"      |
| 3    | Jörg Jaksche    | Liberty Seg. | a 17"     |

### 4ª tappa
- 18 agosto: Kufstein (Austria) > Sölden (Austria) – 175 km

Risultati
| Pos. | Corridore       | Squadra       | Tempo    |
| ---- | --------------- | ------------- | -------- |
| SQ   | Levi Leipheimer | Gerolsteiner  | 5h11'56" |
| 2    | Georg Totschnig | Gerolsteiner  | a 15"    |
| SQ   | Jan Ullrich     | T-Mobile Team | a 50"    |

| Pos. | Corridore       | Squadra       | Tempo     |
| ---- | --------------- | ------------- | --------- |
| SQ   | Levi Leipheimer | Gerolsteiner  | 19h17'02" |
| 2    | Georg Totschnig | Gerolsteiner  | a 18"     |
| SQ   | Jan Ullrich     | T-Mobile Team | a 56"     |

### 5ª tappa
- 19 agosto: Sölden (Austria) > Friedrichshafen – 215 km

Risultati
| Pos. | Corridore       | Squadra       | Tempo    |
| ---- | --------------- | ------------- | -------- |
| 1    | Daniele Bennati | Lampre        | 4h48'02" |
| 2    | Roger Hammond   | Discovery Ch. | s.t.     |
| 3    | Baden Cooke     | F. des Jeux   | s.t.     |

| Pos. | Corridore       | Squadra       | Tempo     |
| ---- | --------------- | ------------- | --------- |
| SQ   | Levi Leipheimer | Gerolsteiner  | 24h05'04" |
| 2    | Georg Totschnig | Gerolsteiner  | a 18"     |
| SQ   | Jan Ullrich     | T-Mobile Team | a 56"     |

### 6ª tappa
- 20 agosto: Friedrichshafen > Singen – 175 km

Risultati
| Pos. | Corridore             | Squadra       | Tempo    |
| ---- | --------------------- | ------------- | -------- |
| 1    | Maksim Iglinskij      | Domina Vac.   | 3h50'00" |
| 2    | Jurgen Van Den Broeck | Discovery Ch. | s.t.     |
| 3    | Alessandro Ballan     | Lampre        | s.t.     |

| Pos. | Corridore       | Squadra       | Tempo     |
| ---- | --------------- | ------------- | --------- |
| SQ   | Levi Leipheimer | Gerolsteiner  | 27h57'12" |
| 2    | Georg Totschnig | Gerolsteiner  | a 18"     |
| SQ   | Jan Ullrich     | T-Mobile Team | a 56"     |

### 7ª tappa
- 21 agosto: Singen > Feldberg – 173 km

Risultati
| Pos. | Corridore    | Squadra       | Tempo    |
| ---- | ------------ | ------------- | -------- |
| 1    | Cadel Evans  | Davitamon     | 4h56'10" |
| 2    | Fabian Jeker | Saunier Duval | a 11"    |
| 3    | Jörg Jaksche | Liberty Seg.  | s.t.     |

| Pos. | Corridore       | Squadra      | Tempo     |
| ---- | --------------- | ------------ | --------- |
| SQ   | Levi Leipheimer | Gerolsteiner | 32h53'37" |
| 2    | Georg Totschnig | Gerolsteiner | a 33"     |
| 3    | Cadel Evans     | Davitamon    | a 58"     |

### 8ª tappa
- 22 agosto: Ludwigshafen > Weinheim – Cronometro individuale – 30 km

Risultati
| Pos. | Corridore       | Squadra       | Tempo  |
| ---- | --------------- | ------------- | ------ |
| SQ   | Jan Ullrich     | T-Mobile Team | 36'56" |
| 2    | Bobby Julich    | Team CSC      | a 12"  |
| SQ   | Levi Leipheimer | Gerolsteiner  | a 54"  |

| Pos. | Corridore       | Squadra       | Tempo     |
| ---- | --------------- | ------------- | --------- |
| SQ   | Levi Leipheimer | Gerolsteiner  | 33h31'28" |
| SQ   | Jan Ullrich     | T-Mobile Team | a 31"     |
| 3    | Georg Totschnig | Gerolsteiner  | a 1'23"   |

### 9ª tappa
- 23 agosto: Bad Kreuznach > Bonn – 170 km

Risultati
| Pos. | Corridore         | Squadra       | Tempo    |
| ---- | ----------------- | ------------- | -------- |
| 1    | Daniele Bennati   | Lampre        | 3h53'07" |
| 2    | Baden Cooke       | F. des Jeux   | s.t.     |
| 3    | Fabian Cancellara | Fassa Bortolo | s.t.     |

| Pos. | Corridore       | Squadra       | Tempo     |
| ---- | --------------- | ------------- | --------- |
| SQ   | Levi Leipheimer | Gerolsteiner  | 37h24'35" |
| SQ   | Jan Ullrich     | T-Mobile Team | a 31"     |
| 3    | Georg Totschnig | Gerolsteiner  | a 1'23"   |

## Evoluzione delle classifiche
| Tappa              | Vincitore          | Classifica generale Maglia gialla | Classifica a punti Maglia rossa | Classifica scalatori Maglia a pois | Classifica a squadre       |
| ------------------ | ------------------ | --------------------------------- | ------------------------------- | ---------------------------------- | -------------------------- |
| 1ª                 | Bram Tankink       | Bram Tankink                      | Bram Tankink                    | Bram Tankink                       | Quick Step-Innergetic      |
| 2ª                 | Filippo Pozzato    | Bram Tankink                      | Bram Tankink                    | Levi Leipheimer                    | Quick Step-Innergetic      |
| 3ª                 | Daniele Bennati    | Bram Tankink                      | Filippo Pozzato                 | Fabian Wegmann                     | Quick Step-Innergetic      |
| 4ª                 | Levi Leipheimer    | Levi Leipheimer                   | Filippo Pozzato                 | Levi Leipheimer                    | Gerolsteiner               |
| 5ª                 | Daniele Bennati    | Levi Leipheimer                   | Daniele Bennati                 | Levi Leipheimer                    | Gerolsteiner               |
| 6ª                 | Maksim Iglinskij   | Levi Leipheimer                   | Daniele Bennati                 | Levi Leipheimer                    | Gerolsteiner               |
| 7ª                 | Cadel Evans        | Levi Leipheimer                   | Daniele Bennati                 | Levi Leipheimer                    | Liberty Seguros-Würth Team |
| 8ª                 | Jan Ullrich        | Levi Leipheimer                   | Daniele Bennati                 | Levi Leipheimer                    | Liberty Seguros-Würth Team |
| 9ª                 | Daniele Bennati    | Levi Leipheimer                   | Daniele Bennati                 | Levi Leipheimer                    | Liberty Seguros-Würth Team |
| Classifiche finali | Classifiche finali | Levi Leipheimer                   | Daniele Bennati                 | Levi Leipheimer                    | Liberty Seguros-Würth Team |

## Classifiche finali

### Classifica generale - Maglia gialla
| Pos. | Corridore        | Squadra         | Tempo     |
| ---- | ---------------- | --------------- | --------- |
| SQ   | Levi Leipheimer  | Gerolsteiner    | 37h24'35" |
| SQ   | Jan Ullrich      | T-Mobile Team   | a 31"     |
| 3    | Georg Totschnig  | Gerolsteiner    | a 1'23"   |
| 4    | Jörg Jaksche     | Liberty Seguros | a 1'29"   |
| 5    | Cadel Evans      | Davitamon       | a 1'53"   |
| 6    | Tadej Valjavec   | Phonak          | a 3'53"   |
| 7    | Fabian Jeker     | Saunier Duval   | a 4'26"   |
| 8    | Marzio Bruseghin | Fassa Bortolo   | a 5'07"   |
| 9    | Saul Raisin      | Crédit Agricole | a 6'03"   |
| 10   | Patrik Sinkewitz | Quick Step      | a 6'30"   |

### Classifica a punti - Maglia rossa
| Pos. | Corridore         | Squadra         | Punti |
| ---- | ----------------- | --------------- | ----- |
| 1    | Daniele Bennati   | Lampre          | 101   |
| 2    | Jörg Jaksche      | Liberty Seguros | 60    |
| SQ   | Levi Leipheimer   | Gerolsteiner    | 54    |
| 4    | Cadel Evans       | Davitamon       | 53    |
| 5    | Sebastian Siedler | WIE             | 48    |

### Classifica scalatori - Maglia a pois
| Pos. | Corridore       | Squadra         | Punti |
| ---- | --------------- | --------------- | ----- |
| SQ   | Levi Leipheimer | Gerolsteiner    | 25    |
| 2    | Cadel Evans     | Davitamon       | 22    |
| 3    | Markus Fothen   | Gerolsteiner    | 21    |
| 4    | Jörg Jaksche    | Liberty Seguros | 16    |
| 5    | Fabian Wegmann  | Gerolsteiner    | 15    |

### Classifica squadre
| Pos. | Squadra                    | Tempo      |
| ---- | -------------------------- | ---------- |
| 1    | Liberty Seguros-Würth Team | 112h33'56" |
| 2    | Gerolsteiner               | a 3'40"    |
| 3    | Davitamon-Lotto            | a 7'49"    |
| 4    | Phonak Hearing Systems     | a 8'30"    |
| 5    | Saunier Duval-Prodir       | a 13'16"   |

## Punteggi UCI
| Pos. | Corridore        | Squadra         | Punti |
| ---- | ---------------- | --------------- | ----- |
| 1    | Levi Leipheimer  | Gerolsteiner    | 51    |
| 2    | Jan Ullrich      | T-Mobile Team   | 41    |
| 3    | Georg Totschnig  | Gerolsteiner    | 35    |
| 4    | Jörg Jaksche     | Liberty Seguros | 30    |
| 5    | Cadel Evans      | Davitamon       | 25    |
| 6    | Tadej Valjavec   | Phonak          | 20    |
| 7    | Fabian Jeker     | Saunier Duval   | 15    |
| 8    | Marzio Bruseghin | Fassa Bortolo   | 10    |
| 9    | Saul Raisin      | Crédit Agricole | 5     |
| 10   | Daniele Bennati  | Lampre          | 2     |
| 11   | Patrik Sinkewitz | Quick Step      | 1     |
| 12   | Bram Tankink     | Quick Step      | 1     |
| 13   | Filippo Pozzato  | Quick Step      | 1     |
| 14   | Maksim Iglinskij | Domina Vac.     | 1     |
| 15   | Cadel Evans      | Davitamon       | 1     |

| Pos. | Squadra                          | Punti |
| ---- | -------------------------------- | ----- |
| 1    | Liberty Seguros-Würth Team       | 20    |
| 2    | Gerolsteiner                     | 19    |
| 3    | Davitamon-Lotto                  | 18    |
| 4    | Phonak Hearing Systems           | 17    |
| 5    | Saunier Duval-Prodir             | 16    |
| 6    | Team CSC                         | 15    |
| 7    | Illes Balears-Caisse d'Epargne   | 14    |
| 8    | Rabobank                         | 13    |
| 9    | T-Mobile Team                    | 12    |
| 10   | Cofidis, le Crédit par Téléphone | 11    |
| 11   | Liquigas-Bianchi                 | 10    |
| 12   | Quick Step                       | 9     |
| 13   | Euskaltel-Euskadi                | 8     |
| 14   | Fassa Bortolo                    | 7     |
| 15   | Crédit Agricole                  | 6     |
| 16   | Discovery Channel                | 5     |
| 17   | Bouygues Télécom                 | 4     |
| 18   | La Française des Jeux            | 3     |
| 19   | Lampre-Caffita                   | 2     |